# Myristicine

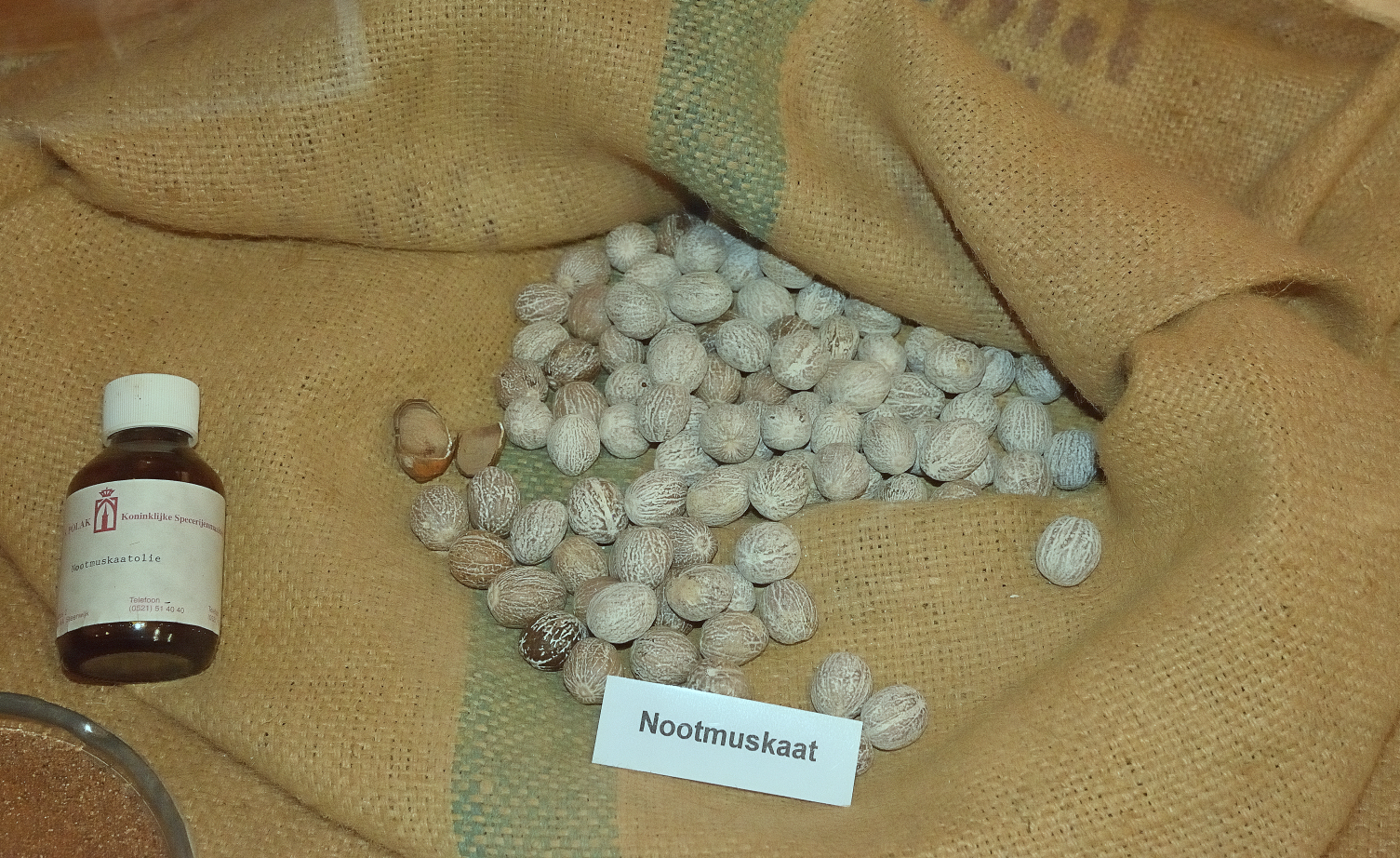
Muskaatnoten en nootmuskaatolie

Myristicine is een fenylpropanoïde, een organische verbinding met als brutoformule C11H12O3. De stof komt in beperkte hoeveelheden voor in de etherische olie van nootmuskaat. In nog kleinere mate is ze aanwezig in andere kruiden zoals peterselie en dille. Het is niet oplosbaar in water, maar wel in ethanol en aceton.
Myristicine is een psychoactief middel met een anticholinerge werking. Het is een precursor voor MMDA, nauw verwant met MDMA.

## Hallucinogene en toxische werking
In lage dosissen, zoals gebruikt tijdens het koken heeft de stof weinig merkbare effecten. Bovenmatig gebruik kan evenwel hallucinaties veroorzaken.